# ウィンダム (ニューハンプシャー州)
ウィンダム （英: Windham）は、アメリカ合衆国ニューハンプシャー州ロッキンガム郡の町である。人口は1万5817人（2020年）。デリーの郊外都市であり、比較的裕福な住民が多い。

## 歴史
ウィンダムとなった地域には元々ポータケット族インディアンが住んでいた。1719年にスコットランド系移民が地域に入植を始めた。隣接するデリーやロンドンデリーの町となっている場所を含め地域は、堅果のなる木が深く茂った森があったので、「ナットフィールド」と呼ばれていた。1721年までに初期の開拓者が独立した町を設立することを請願した。ニューハンプシャー植民地総督のベニング・ウェントワースが1742年にこの要請を承認した。ある出版物となっている資料に拠ると、町の名前はアイルランドのウィンダムから来ており、請願者の故郷を思い出させるものだった。しかし、別の資料では第2代エグレモント伯チャールズ・ウィンダムに因む命名だと推量している。エグレモント伯は1734年から1750年までイギリスの議会議員であり、1761年から1763年は南部国務大臣を務め、ウェントワース総督とは親友だった。ウィンダムの町は当初、ロンドンデリーの1教区だった。ニューハンプシャーとマサチューセッツの境界が設定された後で、ウェントワース総督が指定した2番目の町になった。1831年から1834年までニューハンプシャー州知事を務めたサミュエル・ディンスムーアがウィンダムで生まれた。ウィンダムで最初に行われた国勢調査は1790年のことであり、このときの人口は663人だった。
ウィンダムの町で歴史的な目印となるものに、サールズ・スクール、サールズ・キャッスル、タウンセンター、さらにアームストロング記念ビルがある。サールズ・キャッスルは、ウィンダムでも最大級に顕著な目印である。室内装飾家で古美術収集家のエドワード・F・サールズがこの城を建設した。建築家ヘンリー・ボーンが、イングランドのオックスフォードシャーにあるスタントン・ハーコートの荘園のスタイルに倣い、この城を設計した。建物は125万ドルを掛けて1915年に完成した。城内には20以上の部屋があり、様々な用途や行事のために貸し出しもされている。1909年7月、サールズがサミュエル・ディンスムーア知事を顕彰するためにその生誕地であるジェニーズヒルから「幾つかの棒」の記念銘板を立てた。これが現在も歴史的目印を指定するものとして立っている。

## 地理
ウィンダムはニューハンプシャー州南東部のロッキンガム郡に位置し、マサチューセッツ州との州境から約3マイル (5 km) にある。州間高速道路93号線の3番出口からアクセスできる。人口が1万人を超え、商業地は約160区画しかなく、公共交通機関がないことで、ベッドタウンと考えられている。最も近い空港は約20マイル (32 km) 北にあるマンチェスター・ボストン地域空港である。マサチューセッツ州ボストンは州間高速道路93号線に沿って37マイル (60 km) 南にある。ウィンダムの風景は、郊外部の区画、田園の開けた空間、大きな未開発地で構成されている。
アメリカ合衆国国勢調査局に拠れば、町域全面積は27.9平方マイル (72 km2)であり、このうち陸地26.8平方マイル (69 km2)、水域は1.1平方マイル (2.8 km2)で水域率は3.80%である。町内最高地点は標高505フィート (154 m) のジェニーズヒルである。

## 人口動態
以下は2010年国勢調査による人口統計データである。
| 基礎データ - 人口: 13,592 人 - 世帯数: 4,724 世帯 - 家族数: 3,773 家族 - 人口密度: 195.9人/km2（507.2 人/mi2） - 住居数: 5,164 軒 - 住居密度: 74.4軒/km2（192.7 軒/mi2） 人種別人口構成 - 白人: 95.2% - アフリカン・アメリカン: 0.4% - ネイティブ・アメリカン: 0.2% - アジア人: 2.9% - 太平洋諸島系: 0.1% - その他の人種: 0.2% - 混血: 1.1% - ヒスパニック・ラテン系: 1.6% 年齢別人口構成 - 18歳未満: 27.9% - 18-24歳: 5.5% - 25-44歳: 22.1% - 45-64歳: 33.1% - 65歳以上: 11.5% - 年齢の中央値: 42歳 - 性比（女性100人あたり男性の人口） - 総人口: 97.2 - 18歳以上: 94.0 | 世帯と家族（対世帯数） - 18歳未満の子供がいる: 35.3% - 結婚・同居している夫婦: 71.6% - 未婚・離婚・死別女性が世帯主: 6.0% - 非家族世帯: 20.1% - 単身世帯: 15.7% - 65歳以上の老人1人暮らし: 7.2% - 平均構成人数 - 世帯: 2.87人 - 家族: 3.25人 収入と家計 - 収入の中央値 - 世帯: 112,386米ドル - 家族: 121,452米ドル - 性別 - 男性: 93,588米ドル - 女性: 55,445米ドル - 人口1人あたり収入: 46,071米ドル - 貧困線以下 - 対人口: 0.6% - 対家族数: 0.0% - 18歳未満: 0.0% - 65歳以上: 3.6% |

## 教育
ウィンダム教育学区の4つの公立学校には2,800人以上の児童生徒が通っている。幼稚園から2年生および一部3年生はゴールデンブルック学校に通っている。その他の3年生と4年生、5年生はウィンダム・センタースクールに通っている。ウィンダム中学校は6年生から8年生を教えている。ウィンダム高校は9年生から12年生を教えている。2009年の開校であり、2012年に最初の卒業生を出した。2011年から2012年の教育年以前、ウィンダム高校には上級生が居なかった。この高校が開校される以前、ウィンダムの高校生は1995年から隣接するセイラム町にあるセイラム高校に通っていた。2011年がウィンダムの高校生がセイラム高校を卒業した最後の年になった。1990年代や1980年代はデリーのピンカートン・アカデミーに通っていた。
ウィンダムは、ウィンダムと隣接するペラムの教育学区を合わせた学校管理第28ユニットに属していた。2013年7月1日からウィンダムとペラムが分離し、それぞれ学校管理ユニットを持つようになった。ウィンダム教育学区はニューハンプシャー学校管理第95ユニットとなった。
ウィンダム孤高の生物学教師ベサニー・バーナスコーニはニューハンプシャー州の2012年の教師に選ばれた。

## レクリエーションと行政サービス
ウィンダムには市民公園、ゴルフコース、テニスコート、ボウリング場、青年レクリエーション、釣り、猟、ボート、スノーモービル、自転車道、ウォーターフロントなど様々な呼び物がある。ウィンダム・カントリークラブ・ゴルフコースは18ホールのゴルフ場であり、ゴルフダイジェストから四つ星を貰った。2005年に造られたグリフィン・パークには野球場3面、サッカー場1面、テニスとバスケットボールのコート、遊技場がある。コベッツ池には町の浜がある。6月半ばからレイバーデイまで監視員が見張っている。水泳の授業が毎夏ある。町の浜に隣接してボートの進水場がある。ウィンダム・レイルトレイルは舗装された歩道と自転車道である。ウィンダムのレクリエーション・アスレティック青年プログラムには、フットボール、チアリーディング、野球、テニス、ラクロス、バスケットボール、サッカーが入っている。
ネスミス図書館が公共図書館である、毎年6月、フレンズ・オブ・リバティがイチゴ祭を開催している。この祭りは、グルメグリル、グレンズ・クレーム・アンド・コーン、ビレッジ・ビーンなど地元の食品産業が後援している。ターキー・トロットと呼ばれる3マイルないし5マイルのウォーキングもある。毎年感謝祭の朝に始まり、地元のシェパーズ・フード・パントリーのために募金を集める。イチゴ祭は図書館では込みあうようになったために、2009年に隣のウィンダム高校に会場を移した。
ウィンダム消防署は24時間待機の部門である。緊急サービスを提供するほか、地域社会と共同し、教育学区での防火活動やファーストエイド教室などを行っている。ウィンダム警察署は17人の人員が交代で24時間勤務している。その他に検察官、記録管理官、秘書官がいる。消防署も警察署も町役場の向かい側にある。最も近い総合病院は5マイル	(8 km) 離れたデリーのパークランド医療センターである。